# Holt (Michigan)
Holt – jednostka osadnicza w Stanach Zjednoczonych, w stanie Michigan, w hrabstwie Ingham.